# アリレザ・ハギギ
アリレザ・ハギギ（ペルシア語: علیرضا حقیقی, ラテン文字表記: Alireza Haghighi, 1988年5月2日 - ）は、イラン・テヘラン出身の同国代表、ナサージー・マーザンダラーン所属のサッカー選手。ポジションはゴールキーパー。

## 経歴
2006年、ペルセポリスFCにてデビュー。デビュー戦ではアリ・ダエイのPKを止めている。2008-2009シーズンまでは第3GKを務めることが多かったが、2人のGKの怪我を機に先発に抜擢され、以降先発として出場機会を得るようになった。2010-2011シーズンにはペルセポリス史上最年少でキャプテンを務めた。2012年1月14日、FCルビン・カザンと4年契約を結び、ロシア・プレミアリーグでプレーする初のイラン人となった。また、ギリシャでプレーしたニマ・ナキサに続く、ヨーロッパでプレーする2人目のイラン人GKとなった。
2016年1月21日、かつてペルセポリスで指導を受けたネロ・ヴィンガーダが監督を務めるプリメイラ・リーガのCSマリティモに移籍した。
2017年3月13日、スウェーデンのAFCエシルストゥーナに1年契約で移籍したが、移籍後すぐに負傷し、数か月間離脱した。6月末に復帰し、7月8日のIKシリウス・フォトボル戦でデビューした。8月19日のマルメFF戦ではアシストを記録した。
2018年3月13日、GIFスンツヴァルに移籍した。

## 所属クラブ
- ペルセポリスFC 2006-2012
- FCルビン・カザン 2012-2016

→  ペルセポリスFC 2013 (loan)
→  コヴィリャン 2014 (loan)
→  FCペナフィエル 2014-2015 (loan)
- CSマリティモ 2016
- AFCエシルストゥーナ 2017
- GIFスンツヴァル 2018
- ナサージー・マーザンダラーン 2019-2020
- シールジャーン（英語版） 2020-2021
- ナサージー・マーザンダラーン 2021-

## 代表歴

### 出場大会
- イラン代表
  - 2014 FIFAワールドカップ

### 試合数
- 国際Aマッチ 23試合 0得点（2011年-2016年）[5]

| イラン代表 | 国際Aマッチ | 国際Aマッチ |
| 年         | 出場        | 得点        |
| ---------- | ----------- | ----------- |
| 2011       | 1           | 0           |
| 2012       | 2           | 0           |
| 2013       | 0           | 0           |
| 2014       | 7           | 0           |
| 2015       | 12          | 0           |
| 2016       | 1           | 0           |
| 通算       | 23          | 0           |

## 外部サイト
- アリレザ・ハギギ - National-Football-Teams.com (英語)
- アリレザ・ハギギ - Soccerway.com (英語)
- アリレザ・ハギギ - FootballDatabase.eu (英語)
- アリレザ・ハギギ - WorldFootball.net (英語)
- アリレザ・ハギギ - Transfermarkt.comによる選手データ (英語)
- アリレザ・ハギギ - FIFA主催大会成績 (英語)
- 18ghadam.irによる選手紹介 (ペルシャ語)